# Distributed Component Object Model
Об'єктна модель розподілених компонент (англ. Distributed Component Object Model, скорочено DCOM) — власна технологія Microsoft для організації взаємодії між компонентами програмного забезпечення, розподіленого між комп'ютерами в мережі. DCOM, що спочатку мала назву «Network OLE», розширює інтерфейс Microsoft COM і забезпечує нижні рівні зв'язку з інфраструктурою сервера Microsoft COM+. Наразі, ця технологія застаріла та замінена Microsoft .NET.
Доповнення «D» до COM відбулося завдяки використанню DCE/RPC — більш розширеної версії Microsoft, відомої як MSRPC.
У термінах розширень які були додані до задач COM, DCOM повинен розв'язати проблеми:
1. Маршалінг — серіалізація та десеріалізація аргументів та поворотних значень викликів методів «на дроті».
2. Розподілене прибирання сміття — гарантуючи, що посилання, утримувані клієнтами інтерфейсів звільнені, наприклад, тоді, коли процес клієнта перервався, або зв'язок з мережею втрачено.

Один із ключових факторів у вирішенні цих проблем — використання DCE/RPC як основного механізму RPC поза DCOM. DCE/RPC чітко визначає правила щодо маршалінгу і відповідальності за вивільнення пам'яті. Крім того, технологія DCOM, підтримку якої має будь-яка ОС сімейства Windows, поєднує переваги технологій доступу до даних з клієнт-серверною технологією.